# Big Boy, jetzt wirst Du ein Mann!
Big Boy, jetzt wirst Du ein Mann! ist eine US-amerikanische Filmkomödie aus dem Jahr 1966 von Francis Ford Coppola. Es handelt sich um die Verfilmung des Romans You’re a Big Boy Now von David Benedictus.

## Handlung
Bernard „Big Boy“ Chanticleer arbeitet seit einem Monat in der Bibliothek. Aber aus der Sicht seines Vaters, I. H. Chanticleer, demütigt er sich permanent selbst vor ihm, weswegen er ihn auffordert, dass er sich von seinem eigenen Geld ein eigenes Apartment sucht. Und so liefert seine Mutter Margery ihn in seiner neuen Wohnung ab und wünscht ihm alles Gute. Schnell lernt er das New Yorker Nachtleben voller Pornokinos, Sexzeitschriften, Aktbilder und Erotikshops kennen. Während eines Missgeschicks mit einem Automaten, der Erotikfilme zeigt, lernt er die junge Amy Partlett kennen, mit der er den Rest seiner ersten Nacht verbringt. Am nächsten Morgen erzählt ihm sein Arbeitskollege Raef del Grado, dass Amy sich sehr für ihn interessiert. Doch Bernard hat nur Augen für die schöne Schauspielerin Barbara Darling, der er immer wieder durch Zufall begegnet. Und unglücklicherweise muss auch Amy bei ihrem Date mit Bernard erfahren, dass dieser sie absolut ignoriert, um sich komplett auf Barbara zu konzentrieren. Zwar versucht Amy dies damit zu bekämpfen, dass sie sich ihm für eine gemeinsame Liebesnacht anbietet, aber dazu kommt es nach einem Missgeschick mit dem Haustier von Bernards Vermieterin Miss Nora Thing nicht mehr.
Margery ist entsetzt, als sie erfährt, dass sich ihr Bernard jungen Mädchen zuwendet, weswegen sie von ihm fordert, dass er mehr Zeit mit seiner Familie verbringen soll. Doch bereits beim gemeinsamen Theaterbesuch trifft er erneut Barbara und verliebt sich umso mehr in die schöne Unbekannte, sodass er ihr einen romantischen Liebesbrief schreibt. Barbara fühlt sich geschmeichelt und antwortet ihm darauf ebenfalls mit einer Einladung, sie bei der Aftershowparty zum Neujahr zu treffen. Anschließend geht es in Barbaras Garderobe, die auch gleichzeitig ihre Wohnung ist. Während sie mit Bernard flirtet und spielt, ist er jungfräulich, ungeschickt und so schüchtern, dass es nicht zum Sex kommt. Aber das hält ihn nicht davon ab, tags darauf bei ihr einzuziehen und um ihre Hand anzuhalten. Doch das Glück hält nicht lange, denn er muss schnell feststellen, dass Raef mit ihr schlief und nun ihr fester Freund ist.
Schlimmer als das findet Bernard allerdings die ständigen Kontrollbesuche seiner Mutter, die, seitdem Miss Thing die Sache mit Amy und den Liebesbrief an Barbara verriet, ständig auf der Suche nach ihm ist. Bernard kehrt zu seiner Familie zurück, wo er vor lauter Wut darüber, immer bevormundet zu werden, eine wertvolle Gutenberg-Bibel stiehlt und damit durch die Stadt flüchtet. Barbara hält ihn in einem Kaufhaus auf und so landet er im Gefängnis. Nachdem er über 20 Jahre lang von seinen Eltern nur „Selbstzweifel“, „Frustration“ und „immer währende Schuld“ erhielt, will er dort verbleiben. Aber da Amy sich weiterhin loyal zu ihm zeigt und ihm die Kaution zahlt, verlässt er das Gefängnis und verbringt eine glückliche Zeit mit ihr.

## Hintergrund
Der Film entstand, nachdem Coppola nach dem kommerziellen Flop von Dementia 13 (1963) gezwungen war, aus finanziellen Gründen als Drehbuchautor für Projekte wie John Hustons Spiegelbild im goldenen Auge (1967) und Sydney Pollacks Dieses Mädchen ist für alle (1966) zu arbeiten. Coppola ging mit dem fertigen Drehbuch zu Roger Corman, aber dessen Produktionsfirma Seven Arts bestand darauf, dass ihnen die Filmrechte daran gehörten, weil Coppola das Drehbuch geschrieben hatte, als er noch für die Firma arbeitete. Coppola gab nach, bestand aber darauf selbst Regie zu führen.

## Kritik
„Verspielte, temporeich inszenierte Komödie über die Widersprüche zwischen Anpassung und Eigensinn, Realitäts- und Lustprinzip – mit satirischen Seitenhieben auf die Auswüchse des amerikanischen Matriarchats und den verknöcherten Moralismus der älteren Generation. Nach ‚Das gibt es nur im Wilden Westen‘ und ‚Dementia 13‘ die dritte Regiearbeit des damals 27jährigen Kino-Newcomers Francis Ford Coppola.“

„Turbulenter Wirbel um die Pubertätsnöte eines jungen Mannes, der zu lange an Mutters Schürzenbändel gehangen hat. Mit Hilfe einer einfallsreichen Kamera und einer Handvoll guter Schauspieler gibt Regisseur Coppola eine amüsante und vielversprechende Visitenkarte ab. Gelungener Spaß für die Freunde angelsächsischen Humors, die sich nicht an dem gelegentlich auch derberen Strickmuster stoßen.“

## Soundtrack
Alle Lieder sind von John Sebastian.
1. You’re a Big Boy Now
2. Lonely (Amy’s Theme)
3. Wash Her Away (From the Discotheque)
4. Kite Chase
5. Try and Be Happy
6. Peep Show Percussion
7. Girl, Beautiful Girl (Barbara’s Theme)
8. Darling Be Home Soon
9. Dixieland Big Boy
10. Letter to Barbara
11. Barbara’s Theme [From the Discotheque]
12. Miss Thing’s Thang
13. March
14. Finale

## Auszeichnungen
- eine Nominierung bei der Oscarverleihung 1967 für Geraldine Page als Beste Nebendarstellerin
- drei Nominierungen bei den Golden Globe Awards 1967 (Bester Film – Komödie oder Musical, Hartman als Beste Hauptdarstellerin – Komödie oder Musical, Page als Beste Nebendarstellerin)
- eine Nominierung des WGA Awards in der Kategorie Best Written American Comedy für Coppola
- eine Nominierung der Goldenen Palme für Coppola bei den Internationalen Filmfestspielen von Cannes 1967